# Ruard Tapper

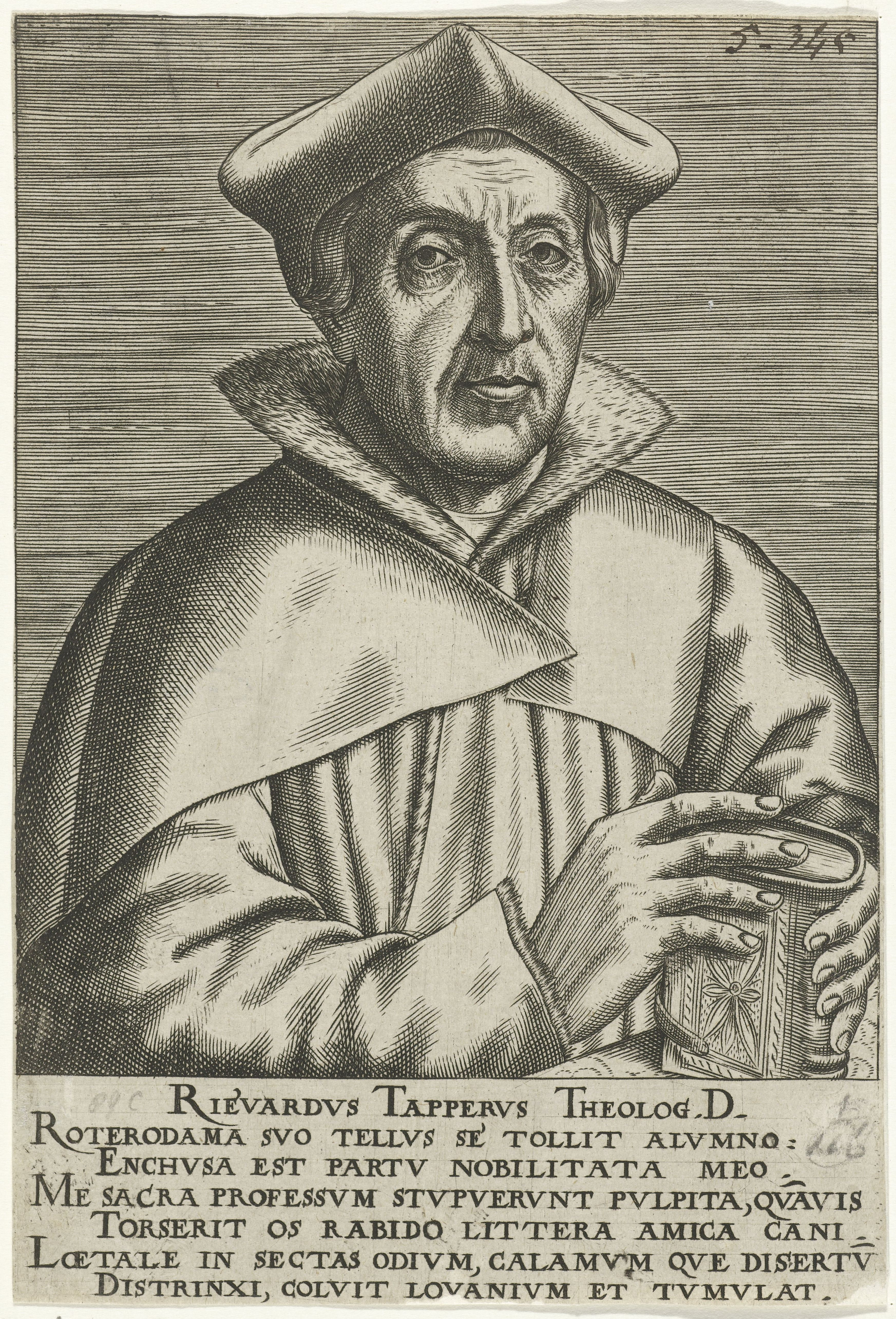
Porträt von Ruard Tapper, graviert von Philip Galle, 1572.

Ruard Tapper (* 15. Februar 1487  in Enkhuizen; † 2. März 1559 in Brüssel) war ein niederländischer Theologe der Gegenreformation, Kanzler der Universität Löwen und Inquisitor.
Im Jahr 1517 war er Dekan der Fakultät für Philosophie. Er starb am 2. März 1559 in Brüssel und wurde in der St. Peterskirche in Löwen beigesetzt.

## Werke
- Methodus confessionis (Antwerpen, Joannes Laet, 1553)[4]
- Explicationis articulorum (2 vols., Leuven, 1555–1557)[5]
- Opera omnia (2 vols., Köln, Birckmann office, 1582)[6]